# Demeter Bence
Demeter Bence (Székesfehérvár, 1990. március 20. –) világbajnok öttusázó. Édesapja Demeter József Európa-bajnok öttusázó.

## Sportpályafutása
1998-ban kezdett öttusázni. 2006-ban az öttusa ob-n tagja volt a győztes csapatnak. Ugyanebben az évben az ifjúsági Európa-bajnokságon 29. volt, csapatban kilencedik lett. A junior vb-n nem jutott be a döntőbe, csapatban hatodik, váltóban ötödik volt. Az ifjúsági négytusa világbajnokságon váltóban hatodik, egyéniben 19., csapatban 10. helyezést szerzett. A 2007-es junior Európa-bajnokságon egyéniben 12., csapatban ötödik, váltóban hatodik helyen végzett. Az ifjúsági négytusa Európa-bajnokságon váltóban aranyérmes lett. A junior világbajnokságon nem került a döntőbe. A váltóban 13. helyen végzett. A 2008-as junior öttusa Európa-bajnokságon váltóban ötödik lett. Az ifjúsági négytusa Eb-n csapatban harmadik helyezést ért el. Az ifjúsági világbajnokságon egyéniben, csapatban és váltóban is első lett.
2009-ben váltóban harmadik, csapatban negyedik, egyéniben ötödik volt. A felnőtt világbajnokságon nem jutott a döntőbe. 2010-ben a junior Eb-n egyéniben kilencedik, csapatban ezüstérmes lett. A junior világbajnokságot megnyerte, csapatban ötödik, váltóban negyedik lett. A 2011-es Európa-bajnokságon egyéniben 19., csapatban negyedik, váltóban első helyezést szerzett. A világbajnokságon egyéniben hatodik, csapatban második, vegyes váltóban tizedik lett.A junior Eb-n aranyérmes lett egyéniben, bronzérmes váltóban, kilencedik csapatban. A junior világbajnokságon egyéniben negyedik, csapatban hatodik, vegyes váltóban első helyezést szerzett. A 2012-es világbajnokságon tagja volt a váltónak, amely Tibolya sérülése után visszalépett a versenyből. Egyéniben 13., csapatban negyedik volt. Az olimpiai kvalifikációs listán kvótát szerzett, de országonként csak két versenyző indulhatott és végül Demeter maradt ki az olimpiai csapatból. Az Európa-bajnokságon egyéniben bronz-, csapatban ezüstérmes lett.
A 2013-as Európa-bajnokságon egyéniben 15., csapatban aranyérmes volt. A világbajnokságon egyéniben 14., csapatban hetedik, váltóban első helyen végzett. A 2014-es Európa-bajnokságon egyéniben nyolcadik, csapatban első, vegyes váltóban hetedik volt. A világbajnokságon egyéniben a nyolcadik, csapatban az első helyen végzett. Vegyes váltóban tizedik lett. A 2015-ös vb-n nem jutott a döntőbe, csapatban nyolcadik volt. Az Európa-bajnokságon egyéniben 36. (A lova megsérült a melegítés alatt, ezért kizárták a számból), csapatban hatodik helyen végzett. 2016-ban a vb-n egyéniben 12., csapatban ötödik volt. A ranglista alapján olimpiai kvótához jutott. A 2016-os Európa-bajnokságon egyéniben 15., csapatban negyedik volt.
A riói olimpián a 17. helyen végzett.
2017 februárjában megnyerte a Los Angeles-i világkupa versenyt. A májusi kecskeméti vk fordulóban második helyezést ért el. Ugyanott Kovács Saroltával vegyes váltóban első volt. A 2017-es Európa-bajnokságon csapatban aranyérmes, egyéniben negyedik lett. A 2017-es vb-n kiesett a selejtezőben. 2018 márciusában második helyen végzett Los Angelesben. A májusi kecskeméti vk versenyen a dobogó harmadik fokára állhatott.
A 2018-as Európa-bajnokságon egyéniben ötödik helyezést, csapatban ezüstérmet szerzett. ugyanitt Kovács Saroltával bronzérmes volt vegyes váltóban. A világbajnokságon egyéniben tizenkettedik, csapatban nyolcadik lett. A bal bokáját 2018 novemberében megoperálták, 2019 márciusában újabb műtétre volt szükség. A 2019-es Európa-bajnokságon egyéniben 7. lett és olimpiai kvótát szerzett. Csapatban ötödik volt A világbajnokságon egyéniben tizenharmadik, csapatban második volt.
A 2021-es kairói világbajnokságon csapatban (Marosi Ádám, Bereczki Richárd) aranyérmet szerzett, egyéniben kilencedik volt. Az Európa-bajnokságon egyéniben bronz-, csapatban (Kardos Bence, Bereczki Richárd) aranyérmes volt. A szeptemberi katonai világbajnokságon egyéniben és csapatban (Bruckmann, Kasza) arany-, váltóban (Kasza) ezüstérmes volt.
A 2022-es Európa-bajnokságon csapatban (Bereczki, Szép) első, egyéniben hatodik lett.

## Díjai, elismerései
- Az év magyar sportcsapata választás: második  (2011)
- Az év magyar utánpótláskorú öttusázója (2012)
- Aranyalma díj (2014)

## Források

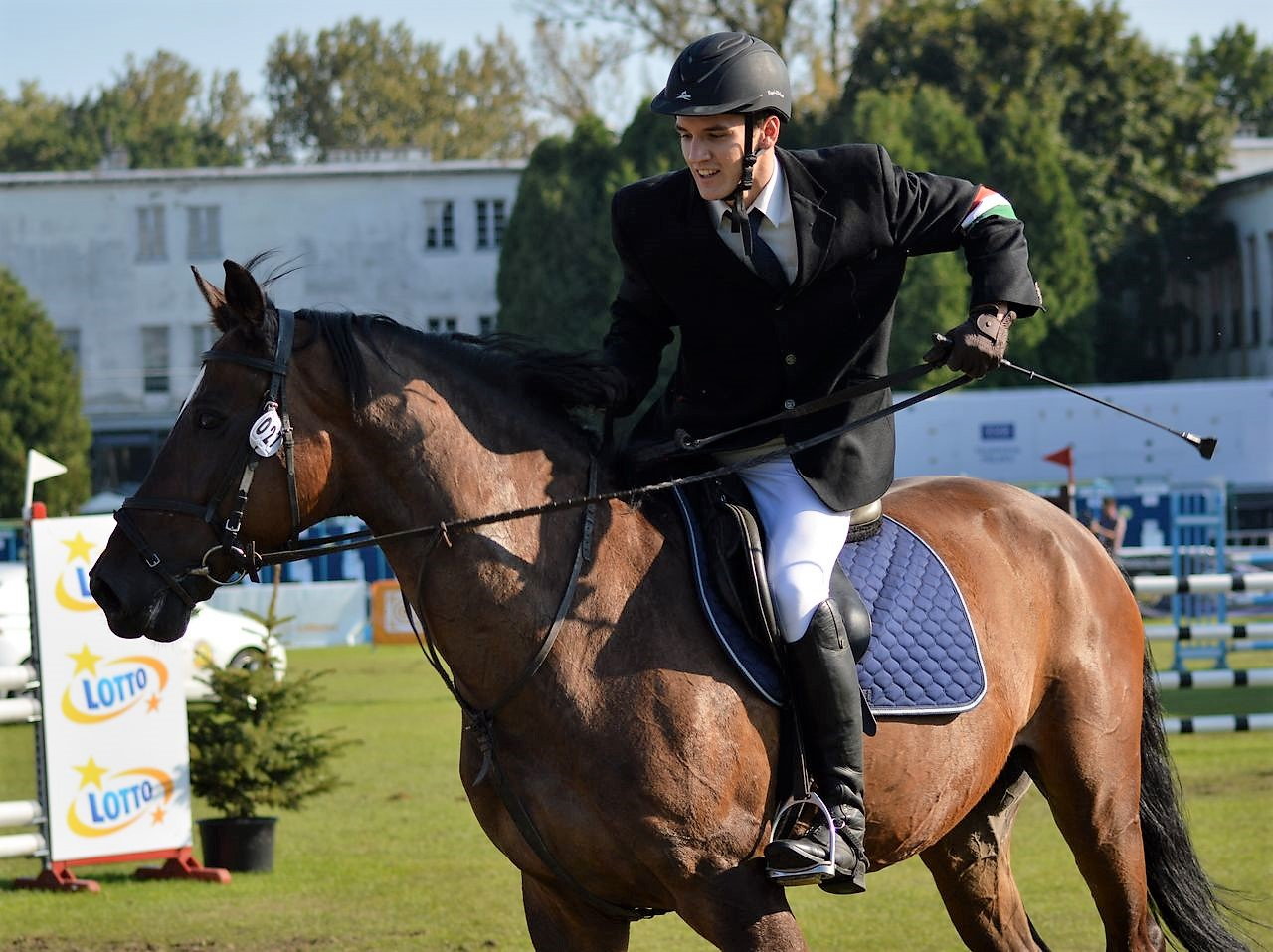
Demeter Bence a 2014-es világbajnokságon, lovaglás közben